# Doeko Berghuis
Doeko Berghuis (Deventer, 1976) is een Nederlands beeldend kunstenaar. Hij studeerde in 2002 af aan de Academie voor Kunst en Industrie in Enschede en woont en werkt in Groningen. In 2002 ontving Doeko als talentvolle jonge kunstenaar een startstipendium van het Fonds voor Beeldende Kunst Vormgeving en Bouwkunst.
Schilderijen van Doeko Berghuis werden de afgelopen jaren onder meer geëxposeerd op de Kunstvlaai in Amsterdam, in RC de Ruimte in IJmuiden, in De Roestbak in Oldenzaal, in Kunstcentrum de Boterhal in Hoorn en in het LAKtheater in Leiden.